# ETO FC Győr (női csapat)
Az ETO FC Győr női labdarúgó szakosztályát 2001-ben hozták létre. A magyar első osztályban szerepel.

## Klubtörténet
A klubot hivatalosan 2001-ben alapították, azonban 1993-ban Győri Patent Ciklámen SE néven már részt vett Győr városa az országos bajnokság legfelsőbb szintjén. 2017-ben a csapat bejutott a magyar kupa döntőjébe, ahol a Ferencváros ellenében maradtak alul. 2022-ben újra kupadöntőbe jutottak és a Haladás-Viktória elleni győzelemmel első hazai sikerét abszolválta a zöld-fehér alakulat. Egy esztendővel később megvédték címüket, miután 4–1-re győzték le a Puskás Akadémia együttesét.

## Eredmények
- Magyar bajnoki ezüstérmes (2): 2021–22, 2022–23
- Magyar kupagyőztes (2): 2022, 2023
- Magyar kupadöntős (1): 2017

## Játékoskeret
2023. augusztus 19-től
| #  |     | Poszt | Név                |
| -- | --- | ----- | ------------------ |
| 1  | HUN | K     | Borók Dorina       |
| 12 | SVK | K     | Nikolett Križanová |
| 22 | HUN | K     | Halla Petra        |
| 2  | HUN | V     | Nagy Szilvia       |
| 5  | SVK | V     | Sofia Szabóvá      |
| 6  | SRB | V     | Anđela Frajtović   |
| 23 | HUN | V     | Nagy Fanni         |
| 41 | HUN | V     | Kovács Laura       |
| 7  | HUN | KP    | Zágonyi Barbara    |
| 9  | HUN | KP    | Savanya Csilla     |
| 18 | HUN | KP    | Kern Fanni         |

| #  |     | Poszt | Név             |
| -- | --- | ----- | --------------- |
| 19 | HUN | KP    | Petrovics Petra |
| 21 | HUN | KP    | Öreg Cintia     |
| 34 | HUN | KP    | Vachter Fanni   |
| 66 | CAN | KP    | Maya Ladhani    |
| 10 | HUN | CS    | Süle Dóra       |
| 11 | HUN | CS    | Ézsely Lilien   |
| 16 | HUN | CS    | Vida Boglárka   |
| 17 | HUN | CS    | Kocsán Petra    |
| 24 | HUN | CS    | Sali Rebeka     |
| 29 | SVK | CS    | Stela Semanová  |

## Korábbi híres játékosok
| - Bódai Viktória - Csizi Fanni - Csontos Zsanett - Csötönyi Tímea - Dénes Dorottya - Dura Mercédesz - Erdész Fanni - Farkas Katalin - Fél Alexandra - Fél Patrícia - Fleck Nikolett - Gaál Rebeka - Kalmár Vivien - Kardos Annabella - Kardos Emese - Kelenföldi Petra - Kránicz Viktória - Mészár Krisztina - Mészáros Dalma - Nagy Lilla - Németh Loretta - Németh Napsugár | - Oláh Adrienn - Pacsuta Dóra - Plóner Szandra - Rácz Zsófia - Samu Anna - Siklér Kinga - Sipos Lilla - Soós Adrienn - Szabó Enikő - Szórádi Nikolett - Szőcs Réka - Szőke-Nagy Krisztina - Szűcs Laura - Tillinger Dóra - Tóth Alexandra - Török Noémi - Vigh Renáta - Vigh Tímea - Vőfély Noémi - Zemlényi Csenge - Zsédely Réka | - Annette Elson - Anna Kazjupa - Disebo Mametja - Amanda Sister - Corina Luijks - Tiffany Cameron - Alika Keene - Brigitta Gődér - Andrea Herczeg - Csilla Sárosi - Sanda Malešević - Dominika Dikanová - Nikola Rybanská - Tamila Himics - Katyerina Korszun - Katyerina Szamszon |